# Seznam představitelů Českých Budějovic
Toto je seznam nejvyšších představitelů města České Budějovice.
Primátor je označení pro nejvyššího představitele Českých Budějovic od roku 1990 (předtím jím byl předseda městského národního výboru či starosta). Je volen na 4 roky nadpoloviční většinou členů zastupitelstva a mezi jeho povinnosti a pravomoci patří zastupovat město navenek a podepisovat městské vyhlášky a ustanovení.

## Seznam starostů Českých Budějovic v letech 1850–1945
- František Josef Klavík (1850–1857)
- Adalbert Wunderlich (1857–1858)
- František Josef Klavík (1861–1865)
- Eduard Claudi (1865–1884)
- Johann Stegmann  (Q112449209) (1884–1887)
- Josef Kneisl  (Q95401441) (1891–1903)
- Josef Taschek (1903–1918)
- August Zátka (1918–1919) – předseda městské správní komise
- Otakar Svoboda (1919–1923)
- Bedřich Král (1923–1927)
- Albín Dlouhý (1927–1934)
- Augustin Soumar  (Q117768859) (1934–1937)
- Alois Neuman (1937–1939)
- Friedrich David (1939–1945) – vládní komisař

## Seznam předsedů národního výboru Českých Budějovic v letech 1945–1990
- Rudolf Bureš (1945–1946), předseda Revolučního národního výboru, pak Místního národního výboru
- Alois Neuman (1946–1948), předseda Místního národního výboru
- František Mládek (1948–1951), předseda Místního národního výboru, od roku 1949 Jednotného národního výboru
- Jan Vařil (1951–1954), předseda Jednotného národního výboru
- František Piloušek (1954–1957), předseda Městského národního výboru
- František Mládek (1957–1960), předseda Městského národního výboru
- Bedřich Drajer (1960–1971), předseda Městského národního výboru
- Josef Michl (1971–1976), předseda Městského národního výboru
- Miloslav Vacek (1976–1989), předseda Městského národního výboru
- Mojmír Prokop (1990), předseda Městského národního výboru

## Seznam primátorů Českých Budějovic po roce 1990
- Jaromír Talíř (1990–1994), KDU-ČSL
- Miroslav Beneš (1994–1998), ODS
- Miroslav Tetter (1998–2006), KDU-ČSL
- Juraj Thoma (2006–2010), ODS[p 1]
- Miroslav Tetter (2010), KDU-ČSL
- Juraj Thoma (2010–2014), OPB
- Jiří Svoboda (2014–2022), ANO 2011[p 2]
- Dagmar Škodová Parmová (od 2022), ODS